# Nachal Be'er Ševa
Nachal Be'er Ševa (hebrejsky: נחל באר שבע, přepisováno i Beerševa) je vádí v jižním Izraeli, v Negevské poušti.

## Průběh toku
Začíná na rozmezí severního Negevu a jižního okraje Judských hor respektive jejich části, která je nazývána Hebronské hory (Har Chevron), západně od města Arad, nedaleko lokality Tel Arad. Pak směřuje k jihozápadu. Protéká okolo lidnatých beduínských sídel jako Kesejfa nebo Tel Ševa (zde do něj ústí od severu vádí Nachal Chevron) a skrz jižní část metropole Negevu, město Beerševa. Pak pokračuje dál k jihozápadu, kde míjí leteckou základnu Chacerim a ústí do vádí Nachal Besor poblíž vesnice Ce'elim. Ještě předtím přijímá zleva vádí Nachal Secher.

## Ekologie
Podél vádí se nachází specifická vegetace. Během 20. století se v důsledku rozvoje osídlení Negevu zhoršila kvalita vody a půdy podél Nachal Be'er Ševa. V lednu 2002 byl schválen plán revitalizace vádí, který předpokládal zřízení městského přírodního parku o rozloze 3000 dunamů (3 kilometry čtvereční), který měl v délce 8 kilometrů zahrnout úsek vádí od vlastního centra Beerševy až k na její jihozápadní předměstí Neve Ze'ev.

## Přítoky
levostranné
- Nachal Malchata
- Nachal Kuba
- Nachal Adarim
- Nachal Pelet
- Nachal Nevatim
- Nachal Se
- Nachal Beka
- Nachal Mivsam
- Nachal Secher
- Nachal Chipušit

pravostranné
- Nachal Krajot
- Nachal Kasif
- Nachal Mar'it
- Nachal Anim
- Nachal Jatir
- Nachal Gez
- Nachal Chevron
- Nachal Katef